# Bembidion occultator
Bembidion occultator är en skalbaggsart som beskrevs av Notman. Bembidion occultator ingår i släktet Bembidion och familjen jordlöpare. Inga underarter finns listade i Catalogue of Life.